# Kazimierz Władysław Korsak Zaleski
Kazimierz Władysław Korsak Zaleski herbu własnego – marszałek mozyrski w latach 1649-1650, miecznik połocki w latach 1636-1649.
W 1648 roku był elektorem Jana II Kazimierza Wazy z województwa mińskiego.